# Вам телеграма...
«Вам телеграма...» (рос. «Вам телеграмма...») — молдовський радянський художній фільм 1983 року режисера Бориса Конунова.

## Сюжет
Анна працює рознощицею телеграм. У неї не складається особисте життя з чоловіком Сергієм. Єдине, що їх пов'язує — син Антошка. Як у казці Анна отримує телеграму від люблячого її однокласника Альохіна з пропозицією переїхати жити до нього в тільки що отриману ним квартиру...

## У ролях
- Тетяна Догілева
- Карина Морітц
- Геннадій Скоморохов
- Юрій Сенкевич
- Маріка Белан
- Пауліна Завтоні
- Алла Сергійко
- Євгенія Ботнару
- Юрій Катін-Ярцев
- Віктор Іллічов

## Творча група
- Сценарій:
- Режисер: Борис Конунов
- Оператор: Володимир Чуря
- Композитор: Михайло Муромов